# Pentium II
El Pentium II es un microprocesador con arquitectura x86 diseñado por Intel, introducido en el mercado el 7 de mayo de 1997. Está basado en una versión modificada del núcleo P6, usado por primera vez en el Intel Pentium Pro.
Los cambios fundamentales respecto a este último fueron mejorar el rendimiento en la ejecución de código de 16 bits, añadir el conjunto de instrucciones MMX y eliminar la memoria caché de segundo nivel del núcleo del procesador, colocándola en una tarjeta de circuito impreso junto a este.
El Pentium II se comercializó en versiones que funcionaban a una frecuencia de reloj de entre 166 y 450 MHz. La velocidad de bus era originalmente de 66 MHz, pero en las versiones a partir de los 333 MHz se aumentó a 100 MHz.
Poseía 32 KiB de memoria caché de primer nivel repartida en 16 KiB para datos y otros 16 KiB para instrucciones. La caché de segundo nivel era de 512 KiB y trabajaba a la mitad de la frecuencia del procesador, al contrario que en el Pentium Pro, que funcionaba a la misma frecuencia. Las primeras versiones del TagRam, únicamente podían direccionar hasta 512MB de memoria principal de forma cacheada, posteriormente hasta 4GB, aún pudiendo direccionar más de 512 MB de memoria física en las primeras versiones.
Como novedad respecto al resto de procesadores de la época, el Pentium II se presentaba en un encapsulado SECC, con forma de cartucho. El cambio de formato de encapsulado se hizo para mejorar la disipación de calor. Este cartucho se conecta a la placa base de los equipos mediante una ranura Slot 1.
El Pentium II integra 7,5 millones de transistores.
El siguiente procesador de la familia Pentium es el Pentium III.
Durante su lanzamiento, la compañía Intel hizo un acuerdo con los estudios Fox para realizar un comercial en el que aparece Homer Simpson, quien está en las oficinas de Intel para la implantación de un microprocesador Intel Pentium II en su cerebro, para volverlo más inteligente. Al final, cuando aparece el tema de Intel, se puede oír el clásico D'oh de Homer. El comercial fue lanzado incluso en Latinoamérica y, en ambos casos, Homer tuvo su voz original (Dan Castellaneta en E.U.A. y Humberto Vélez en Latinoamérica).
De igual modo y en la misma serie, también en un especial de Halloween de la época se plasma el logo "Intel Inside" en la bomba de neutrones que destruiría a Springfield (aunque en este caso fue como parodia y también fue parte del acuerdo).